# Vítor Hugo
Vítor Hugo Fernandes Moreira, noto semplicemente come Vítor Hugo (Oporto, 30 novembre 1982), è un ex giocatore di calcio a 5 portoghese.
Con la nazionale portoghese è stato campione del mondo nel 2021 e campione europeo nel 2018.

## Carriera
Vítor Hugo ha disputato 78 incontri e realizzato 1 rete con la nazionale portoghese tra il 2007 e il 2021. Al termine della stagione 2021-22 ha annunciato il suo ritiro.

## Palmarès

### Club
- Campionato portoghese: 1
Benfica: 2011-12
- Coppa del Portogallo: 1
Benfica: 2011-12
- Supertaça Portuguesa: 1
Benfica: 2011

### Nazionale
- Campionato mondiale: 1
Lituania 2021
- Campionato d'Europa: 1
Slovenia 2018